# Подборовье (Гдов)
Подборовье — деревня в Гдовском районе Псковской области России. Входит в состав городского поселения «Гдов» Гдовского района.

## География
Расположена в 14 км к северо-востоку от Гдова и в 4 км к юго-востоку от посёлка Смуравьёво-2.

## Население
Численность населения деревни по оценке на 2000 год составляет 4 человека, по переписи 2002 года — 6 человек.

## История
До 2005 года деревня входила в состав ныне упразднённой Гдовской волости.

## Известные уроженцы
- Чубарёв Олег Владимирович (1923—2005) — советский писатель.